# Bertholdia schausiana
Bertholdia schausiana là một loài bướm đêm thuộc phân họ Arctiinae, họ Erebidae.